# Shoukichi Kina
Shoukichi Kina (喜納昌吉  Kina Shōkichi?), född 10 juni 1948 på ön Okinawa, är en japansk rockmusiker och politiker. Tillsammans med sitt band Champloose fick han en stor betydelse för den inhemska folkrockmusiken i Japan under 1970- och 1980-talen. Han slog igenom som tonåring 1972 med sången Haisai Ojisan. Senare fick han en hit med sången Subete no Hito no Kokoro ni Hana o som har sålts i mer än 30 miljoner exemplar. Senare i livet har han ägnat sig åt fredsaktivism och politik.